# 平桥街道 (信阳市)
平桥街道，是中华人民共和国河南省信阳市平桥区下辖的一个乡镇级行政单位。

## 行政区划
平桥街道下辖以下地区：
兴隆街社区、富民路社区、人民路社区、新建社区、向阳路社区、龙江路社区、东平湖社区、两庙社区、十八里社区、世纪广场社区、区府路社区和华豫社区。